# تاماش دچی
تاماش دچی (مجاری: Tamás Decsi؛ زادهٔ ۱۵ اکتبر ۱۹۸۲) شمشیرباز اهل مجارستان است.